# Trois-Palis
Trois-Palis település Franciaországban, Charente megyében. Lakosainak száma 940 fő (2022. január 1.). Trois-Palis Champmillon, Linars, Nersac, Saint-Saturnin és Sireuil községekkel határos.

## Népesség
A település népessége az elmúlt években az alábbi módon változott:
| Lakosok száma | 324  | 504  | 555  | 750  | 900  | 939  | 955  | 940  | 933  | 940  |
|               | 1968 | 1982 | 1990 | 2006 | 2013 | 2015 | 2017 | 2019 | 2020 | 2022 |